# Jéferson Lima de Menezes
Jéferson Lima de Menezes, bedre kendt under kaldenavnet Gauchinho er en brasiliansk fodboldspiller, der spiller for Patrocinense. Han har tidligere spillet for danske Næstved Boldklub, hvor det blev til 15 mål i 87 kampe. Han har tidligere spillet 20 Série A kampe og 3 pokal kampe for det brasilianske storhold Flamengo og to pokalkampe for den brasilianske klub Remo. Gauchinho fik sin debut for Næstved Boldklub i 2. division øst hjemme mod Holbæk, hvor Næstved vandt 1 – 0.

## Mål
| Sæson     | Kampe | Mål |
| --------- | ----- | --- |
| 2005/2006 | 1     | 0   |
| 2006/2007 | 27    | 2   |
| 2007/2008 | 35    | 6   |
| 2008/2009 | 24    | 7   |